# Kumba Brima
Kumba Zainab Brima (* im 21. Jahrhundert), bekannt als Pele, ist eine sierra-leonische Fußballerin auf der Position der Stürmerin.

## Karriere
Ihre professionelle Karriere begann sie in der Sierra Leone Women’s Premier League 2022/23 bei Kahunla Queens. Sie war 2023 als Beste Spielerin des Jahres nominiert. Brima spielte von 2023 bis 2025 in der höchsten sierra-leonischen Liga beim FC Kallon Female und wechselte anschließend ins Ausland zum Riga FC.

## Erfolge
- SLWPL 2022/23: Torschützenkönigin (26 Treffer)[4]